# Бюльбюль-бородань сірощокий
Бюльбю́ль-бородань сірощокий (Alophoixus bres) — вид горобцеподібних птахів родини бюльбюлевих (Pycnonotidae). Ендемік Індонезії.

## Поширення і екологія
Сірощокі бюльбюлі-бородані мешкають на Яві і Балі. Вони живуть в тропічних лісах. Харчуються комахами, розмножуються протягом всього року.

## Збереження
МСОП класифікує цей вид як такий, що перебуває під загрозою зникнення. Велику загрозу для популяції становить активний вилов птахів з метою продажу на пташиних ринках. За оцінками дослідників, популяція сірощоких бюльбюлів-бороданів за останні 10 років скоротилася на 50 %.